# 妙行寺 (名古屋市中村区五反城町)
妙行寺（みょうぎょうじ）は、愛知県名古屋市中村区五反城町にある日蓮宗の寺院。山号は広居山。什師法縁。

## 歴史
天正14年（1586年）、のちの中区八百屋町地内（現・白川公園）にて開創。開基は蜷川善左ヱ門。開山は信解院日誘上人である。
文化8年（1811年）9月16日に類火により焼失したが、十二世 妙解院日勧上人によって再建される。
1890年（明治23年）正月に玄妙寺末であったのを改めて、妙満寺の直末となる。本尊は木造法華経題目宝塔で、堂宇は本堂、庫裏、門などを完備していたが1945年（昭和20年）3月18日、大空襲にて堂宇を全焼、のち米軍により土地を接収される。
その後、中村区長筬町にて再建を志すが1959年（昭和34年）9月26日夜半の伊勢湾台風により完成寸前の堂宇を全壊する。1960年（昭和35年）3月、規模を縮小し名古屋市中村区五反城町に木造2階建て堂宇を新築し、2階を本堂、階下を庫裏とした。1980年（昭和55年）3月に鉄骨平屋建て本堂を起工し、同年8月に完成して現在に至る。

## 旧本山
日蓮宗は1941年（昭和16年）に本末を解体したため、現在では旧本山、旧末寺と呼びならわしている。 
- 玄妙寺
- 妙満寺

## 所在地
愛知県名古屋市中村区五反城町3丁目10

## 交通アクセス
名古屋市営地下鉄東山線 岩塚駅から徒歩で約3分。住宅街にあるが駐車場もあるため自動車でも行くことが可能。

## その他
江戸時代に名古屋城の御広間において年頭の御目見をしており、その際に着用した葵の御紋のはいった袈裟が現存する。